# العلاقات الليبية الليختنشتانية
العلاقات الليبية الليختنشتانية هي العلاقات الثنائية التي تجمع بين ليبيا وليختنشتاين.

## مقارنة بين البلدين
هذه مقارنة عامة ومرجعية للدولتين:
| وجه المقارنة                                              | ليبيا                                       | ليختنشتاين                                 |
| --------------------------------------------------------- | ------------------------------------------- | ------------------------------------------ |
| المساحة (كم2)                                             | 1.76 مليون                                  | 16                                         |
| عدد السكان (نسمة)                                         | 6.37 مليون                                  | 37.47 ألف                                  |
| الكثافة السكانية (ن./كم²)                                 | 3.62                                        | 234.19 ألف                                 |
| العاصمة                                                   | طرابلس                                      | فادوتس                                     |
| اللغة الرسمية                                             | اللغة العربية، اللغة العربية الفصحى الحديثة | اللغة الألمانية                            |
| العملة                                                    | دينار ليبي                                  | فرنك سويسري                                |
| الناتج المحلي الإجمالي (بليون دولار)                      | 50.98 مليار                                 | 6.29 مليار                                 |
| الناتج المحلي الإجمالي (تعادل القوة الشرائية) بليون دولار | 69.32 مليار                                 |                                            |
| الناتج المحلي الإجمالي الاسمي للفرد دولار أمريكي          |                                             |                                            |
| الناتج المحلي الإجمالي للفرد دولار أمريكي                 | 15.60 ألف                                   |                                            |
| مؤشر التنمية البشرية                                      | 0.724                                       | 0.908                                      |
| رمز المكالمات الدولي                                      | +218                                        | +423                                       |
| رمز الإنترنت                                              | .ly                                         | .li                                        |
| المنطقة الزمنية                                           | ت ع م+02:00، توقيت شرق أوروبا               | توقيت وسط أوروبا، ت ع م+01:00، ت ع م+02:00 |

## منظمات دولية مشتركة
يشترك البلدان في عضوية مجموعة من المنظمات الدولية، منها:
| علم المنظمة | اسم المنظمة                   | تاريخ انضمام ليبيا | تاريخ انضمام ليختنشتاين |
| ----------- | ----------------------------- | ------------------ | ----------------------- |
|             | الاتحاد البريدي العالمي       | ?                  | ?                       |
|             | الاتحاد الدولي للاتصالات      | 3 فبراير 1953      | 25 يوليو 1963           |
|             | منظمة حظر الأسلحة الكيميائية  | ?                  | ?                       |
|             | الأمم المتحدة                 | 14 ديسمبر 1955     | 18 سبتمبر 1990          |
|             | منظمة الشرطة الجنائية الدولية | ?                  | ?                       |

## وصلات خارجية
- موقع وزارة الخارجية الليبية